# توم موريسون
توم موريسون (بالإنجليزية: Tom Morrison)‏ هو لاعب كرة قاعدة أمريكي، ولد في 15 أغسطس 1869 في سانت لويس في الولايات المتحدة، وتوفي بنفس المكان في 27 مارس 1902.

## وصلات خارجية
- توم موريسون على موقعبيزبول رفرنس.كوم (الدوري الرئيسي) (الإنجليزية)
- توم موريسون على موقعبيزبول رفرنس.كوم (الدوري الثانوي) (الإنجليزية)